# Saison 4 de Once Upon a Time
Chronologie
Saison 3 Saison 5
Cet article présente les vingt-trois épisodes de la quatrième saison de la série télévisée américaine Once Upon a Time

## Synopsis
Le voyage dans le temps d'Emma et Crochet ne reste pas sans conséquences : Elsa et Marianne, la femme de Robin, arrivent accidentellement à Storybrooke. Elsa est à la recherche de sa sœur Anna, mais très vite, Emma et les habitants de Storybrooke se rendent compte qu'elle ne leur veut aucun mal et que la véritable menace vient d'une mystérieuse habitante de la ville qui est liée de façon mystérieuse à Elsa, mais aussi à Emma.
Pendant ce temps, Regina et Henry sont déterminés à retrouver l'écrivain du livre de conte pour avoir un dénouement heureux.
Rumplestiltskin agit dans le dos de Belle pour acquérir plus de pouvoir. Dans la deuxième partie de la saison, après avoir été banni de Storybrooke, il s'allie avec les trois Reines des Ténèbres (Cruella d'Enfer, Ursula la Sorcière des Mers et Maléfique). À eux quatre, ils veulent trouver l'Auteur en premier et inverser la balance pour que les méchants aient leur fin heureuse et que les gentils soient malheureux. Mais une autre menace vient des sombres secrets que cachent les habitants de Storybrooke, notamment ceux de Mary-Margaret et David, et qui pourrait changer le sens du bien et du mal.
À la fin de la saison, Henry trouve la clef dans la maison du sorcier. Emma délivre donc l'auteur du livre mais il s’avère que l'auteur n'est pas si bienveillant que cela. Tous les habitants de Storybrooke sont alors envoyés dans une autre histoire que Rumplestiltskin a demandé à l’écrivain d'écrire une histoire ou les rôles s'inversent

## Distribution

### Acteurs principaux
Note : Ici devront être listés les acteurs considérés comme principaux par leur cachet.
- Ginnifer Goodwin (VF : Marie-Eugénie Maréchal) : Mary Margaret Blanchard / Blanche-Neige (22/22)
- Jennifer Morrison (VF : Cathy Diraison) : Emma Swan (22/22)
- Lana Parrilla (VF : Nathalie Homs) : Regina Mills / la Méchante Reine (22/22)
- Joshua Dallas (VF : Thomas Roditi) : David Nolan / le Prince charmant (22/22)
- Émilie de Ravin (VF : Karine Foviau) : Lacey / Belle (18/22)
- Colin O'Donoghue (VF : Rémi Bichet) : Killian Jones / le capitaine Crochet (22/22)
- Jared S. Gilmore (VF : Enzo Ratsito) : Henry Mills (21/22)
- Michael Socha (VF : Stéphane Pouplard) : Will Scarlet / le Valet de cœur (14/22)
- Robert Carlyle (VF : Boris Rehlinger) : M. Gold / Rumpelstiltskin / la Bête / le crocodile / Le Ténébreux (21/22)

### Acteurs récurrents
- Sean Maguire (VF : Jérémie Covillault) : Robin des Bois
- Lee Arenberg (VF : Enrique Carballido) : Grincheux / Leroy
- Raphael Sbarge (VF : Guillaume Lebon) : Archie Hopper / Jiminy Cricket
- Beverley Elliott (VF : Mireille Delcroix) : Granny / la Veuve Lucas
- David Anders (VF : Denis Laustriat) : Dr Frankenstein / Dr Whale
- Gabe Khouth (VF : Stéphan Imparato) : Atchoum / M. Clark
- Michael Coleman (VF : Charles Borg) : Joyeux
- David-Paul Grove (VF : Jean-Marc Charrier) : Prof
- Faustino Di Bauda : Dormeur / Walter
- Jeffrey Kaiser : Simplet
- Mig Macario : Timide
- Georgina Haig (VF : Anaïs Delva) : Elsa, la Reine des neiges de Disney (12 épisodes)
- Kristin Bauer (VF : Dominique Vallée) : Maléfique (12 épisodes)
- Elizabeth Lail (VF : Emmylou Homs) : Anna (10 épisodes)
- Elizabeth Mitchell (VF : Rafaèle Moutier) : Ingrid, la Reine des Neiges originale d'Andersen (Reine des glaces en VF) / Sarah Fisher (10 épisodes)
- Scott Michael Foster (VF : Donald Reignoux) : Kristoff (9 épisodes)
- Timothy Webber (VF : Jacques Frantz) : l'Apprenti (9 épisodes)
- Victoria Smurfit (VF : Juliette Degenne) : Cruella Feinberg / Cruella d'Enfer (7 épisodes)
- Patrick Fischler (VF : Franck Capillery) : Isaac Heller[2] (7 épisodes)
- Merrin Dungey (VF : Odile Schmitt) : Ursula[3] (6 épisodes)
- Christie Laing (VF : Armelle Gallaud) : Marianne (5 épisodes)
- Raphael Alejandro (VF : Bianca Tomassian) : Roland (5 épisodes)
- Rebecca Mader (VF : Odile Cohen) : Zelena, la méchante sorcière de l'ouest[4] (récurrence à travers les saisons - 4 épisodes)
- Giancarlo Esposito (VF : Thierry Desroses) : Sydney Glass / Le Miroir Magique / Le Génie (récurrence à travers les saisons - 2 épisodes)

### Invités
- John Rhys-Davies (VF : Frédéric Norbert) : Pabbie, le roi des trolls / le narrateur (épisodes 1, 6 et 7 + ép. spécial, voix)
- Jason Burkart : Petit Jean (épisodes 1, 6 et 18)
- Robin Weigert (VF : Véronique Alycia) : Bo Peep (épisode 2)
- Gabrielle Rose (VF : Annie Balestra) : Ruth (épisode 2)
- Tyler Jacob Moore (en) (VF : Sébastien Finck) : le prince Hans (en) des Îles du Sud (épisodes 3 et 10)
- Brad Dourif (VF : Jean-François Vlérick) : Zoso (épisode 4)
- Nicole Muñoz (VF : Flora Kaprielian) : Lily (épisodes 5 et 20)
- Abby Ross (VF : Camille Donda) : Emma Swan jeune (épisodes 5, 11, 17 et 20)
- Frances O'Connor (VF : Danièle Douet) : Colette, la mère de Belle (épisode 6)
- Eric Keenleyside (VF : Jean-Jacques Nervest) : Maurice, le père de Belle (épisode 6)
- Jessy Schram (VF : Sandra Valentin) : Ashley Boyd / Cendrillon (épisode 7)
- Brighton Sharbino : Ingrid jeune (épisode 7)
- Ava Marie Telek : Gerda jeune (épisode 7)
- Bailey Herbert : Helga jeune (épisode 7)
- Pascale Hutton (en) (VF : Ariane Aggiage) : Gerda (épisodes 1 et 7)
- Sally Pressman : Helga (épisode 7)
- Charles Mesure (VF : Paul Borne) : Barbe Noire (épisodes 10 et 22)
- Rebecca Wisocky (VF : Véronique Borgias) : Mme Faustina (épisode 11)
- Tony Amendola (VF : Jean-François Laley) : Marco / Geppetto (épisodes 14 et 15)
- Jakob Davis : Pinocchio (épisodes 14 et 15)
- Eion Bailey (VF : Éric Aubrahn) : August W. Booth / Pinocchio[5] (épisodes 15 à 17 et 22)
- Sarah Bolger (VF : Jessica Monceau) : la princesse Aurore (épisodes 7 et 15)
- Sebastian Roché (VF : Emmanuel Gradi) : le Roi Stefan, le père d'Aurore[6] (épisode 15)
- Chris Gauthier (VF : Bruno Magne) : M. Mouche (épisode 16)
- Joanna García (VF : Valérie Siclay) : Ariel (épisode 16)
- Ernie Hudson (VF : Daniel Beretta) : Poséidon, le père d'Ursula[7] (épisode 16)
- Tiffany Boone (VF : Olivia Luccioni) : Ursula jeune (épisode 16)
- Wil Traval (VF : François Delaive) : le shérif de Nottingham (épisodes 18 et 21)
- Agnes Bruckner (VF : Sylvie Jacob et Julie Dumas) : Lilith « Lily » Page[8],[9] (épisodes 20, 21 et 23)
- Tony Perez (VF : Michel Prud'homme) : le père de Regina (épisode 21)
- Barbara Hershey (VF : Blanche Ravalec) : Cora[10], la mère de Régina et de Zelena (épisode 21)

## Production
Le 8 mai 2014, la série a été renouvelée pour cette quatrième saison.

### Développement
La série est diffusée en deux parties de onze épisodes : la première de fin septembre 2014 à décembre 2014 et la seconde de début mars 2015 à mai 2015 aux États-Unis et au Canada. Chaque partie débute par un épisode spécial (Le premier récapitule ce qui va arriver durant la saison en cours et le second est un making of). L'épisode 8 intitulé La sœur parfaite est un épisode d'une durée plus longue soit près de 90 minutes.

### Casting
Le 20 avril 2014, ABC confirme que Michael Socha, interprète du valet de cœur dans la série dérivée annulée Once Upon a Time in Wonderland, rejoindra la distribution de la série pour cette quatrième saison en tant que personnage principal.
Le 12 mai 2014, il est confirmé que Sean Maguire interprétera à nouveau le rôle de Robin des Bois pour la quatrième saison, tout comme sa femme Marianne, jouée par Christie Laing.
En juillet 2014, Scott Michael Foster et Elizabeth Lail (dans les rôles de Kristoff et Anna, personnages de La Reine des neiges), Georgina Haig (Elsa), Elizabeth Mitchell (La Reine des neiges), Giancarlo Esposito (confirmé pour reprendre son rôle de Sydney Glass), Tyler Jacob Moore (en) (le prince Hans) et John Rhys-Davies (Pabbie) rejoignent le casting de cette saison avec un statut de récurrent.
En août 2014, Kristin Bauer est confirmée pour reprendre son rôle de Maléfique durant un arc de plusieurs épisodes avec le statut de récurrent lors de cette même saison.
En septembre 2014, Frances O'Connor a obtenu le rôle de Colette, la mère de Belle, le temps d'un épisode lors de cette saison. Le même mois, le rôle d'Elizabeth Mitchell a été annoncé, La Reine des glaces, puis Sally Pressman dans un rôle non-révélé.
En octobre 2014, Rebecca Wisocky a obtenu le rôle de Mme Faustina, le temps d'un épisode lors de cette saison.
En novembre 2014, Victoria Smurfit a obtenu le rôle de Cruella d'Enfer.

### Diffusions
- États-Unis : La saison a été diffusée du 28 septembre 2014 au 10 mai 2015 sur ABC.
- Canada : La saison a été diffusée du 27 septembre 2014 au 10 mai 2015 sur CTV.
- Suisse : La saison a été diffusée du 6 novembre 2015 au 24 novembre 2015 sur RTS Deux.
- France : La saison a été diffusée du 7 janvier 2016 au 18 février 2016 sur M6

## Liste des épisodes

### Épisode spécial: titre français inconnu (Storybrooke Has Frozen Over)
- Canada : 27 septembre 2014 sur CTV
- États-Unis : 28 septembre 2014 sur ABC[25]

- États-Unis : 5,49 millions de téléspectateurs[26] (première diffusion)

### Épisode 1:Elsa et Anna d'Arendelle
- États-Unis /  Canada : 28 septembre 2014 sur ABC[25] / CTV
- Suisse : 6 novembre 2015 sur RTS Deux[27]
- Belgique : 5 décembre 2015 sur Be Séries
- France : 7 janvier 2016 sur M6[28]
- Québec : 21 août 2017 sur AddikTV

- États-Unis : 10,2 millions de téléspectateurs[26] (première diffusion)
- Canada : 1,96 million de téléspectateurs[30] (première diffusion + différé 7 jours)
- France : 2,15 millions de téléspectateurs[31] (première diffusion)

- John Rhys-Davies (Pabbie, le roi des trolls)
- Jason Burkart (Petit Jean)
- Oliver Rice (un noble)
- Pascale Hutton (La dame royale)

Il y a longtemps : un navire avec à son bord les parents de Anna et Elsa, leur mère écrit un message dans une bouteille pour qu'elles sachent la vérité, un homme jette la bouteille et leur navire sombre.
5 ans plus tard : Anna et Elsa pose des fleurs sur la tombe de leurs parents. 
Aujourd'hui : Une jeune femme se retrouve à Storybrooke, effrayée et confuse. Craignant les intentions des habitants, elle crée pour sa protection un monstre des neiges. Regina, avec le retour de Marianne, la femme de Robin des Bois, se demande si sa fin heureuse avec l'ancien voleur est encore d’actualité. Gold va sur la tombe de son fils et lui raconte qu'il a gardé la dague, il se repose ainsi la question de savoir si oui ou non, il doit officiellement donner le contrôle de la dague, qui fait de lui le Ténébreux. Lors de sa lune de miel avec Belle, Gold trouve un objet intrigant. De son côté, le capitaine Crochet est ennuyé de voir qu’Emma semble l'éviter, alors qu'elle tente de réconforter Regina.

### Épisode 2:Un mur de glace
- États-Unis /  Canada : 5 octobre 2014 sur ABC / CTV
- Suisse : 6 novembre 2015 sur RTS Deux[27]
- Belgique : 5 décembre 2015 sur Be Séries
- France : 7 janvier 2016 sur M6
- Québec : 28 août 2017 sur AddikTV

- États-Unis : 9,24 millions de téléspectateurs[33] (première diffusion)
- Canada : 1,82 million de téléspectateurs[34] (première diffusion + différé 7 jours)
- France : 1,93 million de téléspectateurs[31] (première diffusion)

- Robin Weigert (Bo Peep)
- Gabrielle Rose (Ruth)
- Sean Owen Roberts (un homme de main)

Elsa utilise ses pouvoirs pour créer une barrière de glace entourant la ville pour que personne ne la quitte tant qu'elle ne sera pas réunie avec Anna. Ce faisant, elle endommage le réseau électrique et la ville tombe dans le noir. Emma se rend donc sur place avec son père, et Crochet arrive également. Elle surprend Elsa, qui exige qu'on lui rende sa sœur ; elle sait qu'elle est présente grâce à son collier retrouvé dans le magasin de Gold. Mais elle perd momentanément le contrôle de ses pouvoirs et elle s'enferme malgré elle avec Emma, laissant Crochet et David chercher la trace d'Anna. Gold refuse d'intervenir, au risque de tuer Emma. David sait qui aller voir en reconnaissant le collier : il a déjà rencontré Anna et se souvient qu'il a eu affaire à Bo Peep, qui est désormais la bouchère de Storybrooke. Pendant ce temps, Emma commence à ressentir le froid intense mais comprend que les pouvoirs d'Elsa sont hors de son contrôle et la dépassent, tout comme son propre rôle de sauveuse. David prend le bâton de Bo Peep, qui pourra la mener à Anna, avant de retourner au mur et de convaincre Elsa qu'elle peut contrôler ses pouvoirs en utilisant les mots d'Anna. Elsa crée alors une brèche dans la glace. De son côté, Regina s'étant enfermée dans son manoir, c'est Blanche-Neige qui se voit confier la mission de rétablir le courant. Déjà fatiguée par son rôle de jeune mère et harcelée par les habitants, elle parvient à activer le générateur.
Finalement, le bâton ne permet pas de localiser Anna mais il prouve qu'elle est vivante. Quand Elsa tente de détruire le mur, elle n'y parvient pas, alors qu'elle pense être la seule capable de contrôler la glace. Elle ignore que la marchande de glaces de Storybrooke a les mêmes pouvoirs.
Flashback

### Épisode 3:Jeter un froid
- États-Unis /  Canada : 12 octobre 2014 sur ABC / CTV
- Suisse : 9 novembre 2015 sur RTS Deux
- Belgique : 12 décembre 2015 sur Be Séries
- France : 7 janvier 2016 sur M6
- Québec : 4 septembre 2017 sur AddikTV

- États-Unis : 7,92 millions de téléspectateurs[36] (première diffusion)
- Canada : 1,52 million de téléspectateurs[37] (première diffusion + différé 7 jours)
- France : 1,88 million de téléspectateurs[31] (première diffusion)

- Raphael Alejandro (Roland)
- Charles Raahul Singh (General)
- Tyler Jacob Moore (Hans)
- Nils Hognestad (Franz)
- Marcus Rosner (Jurgen)

Avec le mur de glace qui cerne la ville, tout Storybrooke veut se soulever contre Elsa, mais Emma est convaincue qu'il y a une autre personne contrôlant la glace, et c'est un nouveau-venu dans la ville qui va lui indiquer la réponse.
Emma explique à Crochet qu'elle lui fait confiance mais qu'elle a peur de le perdre comme Neal, Graham et Walsh.
Gold va voir la mystérieuse femme et lui demande si Emma la reconnu.
Flashback
- Michael Socha jouait dans le spin-off de la série Once Upon a Time in Wonderland.

### Épisode 4:L'Apprenti sorcier
- États-Unis /  Canada : 19 octobre 2014 sur ABC / CTV
- Suisse : 9 novembre 2015 sur RTS Deux
- Belgique : 12 décembre 2015 sur Be Séries
- France : 14 janvier 2016 sur M6
- Québec : 11 septembre 2017 sur AddikTV

- États-Unis : 8,07 millions de téléspectateurs[39] (première diffusion)
- Canada : 1,71 million de téléspectateurs[40] (première diffusion + différé 7 jours)
- France : 1,92 million de téléspectateurs[41](première diffusion)

- Timothy Webber (l'apprenti)
- Brad Dourif (Zoso)
- Catherine Bogdanova (La dame aux spaghettis)
- Garry Garneau (L'homme aux spaghettis)
- Emanuel Fappas (le barman)

Pour leur premier rendez-vous, Crochet veut profiter de sa soirée avec Emma et demande donc à Gold de lui rendre sa main. Mais avec elle reviennent les vieux réflexes de pirate brutal.
Crochet demande à Gold d'enlever sa main mais il doit passer un marché avec lui en échange.
Henry met en œuvre l’opération mangouste en devenant l'apprenti de Gold.
Flashback
- La Reine des neiges
- Fantasia

### Épisode 5:Le Reflet du miroir
- États-Unis /  Canada : 26 octobre 2014 sur ABC / CTV
- Suisse : 10 novembre 2015 sur RTS Deux
- Belgique : 19 décembre 2015 sur Be Séries
- France : 14 janvier 2016 sur M6
- Québec : 18 septembre 2017 sur AddikTV

- États-Unis : 6,87 millions de téléspectateurs[42] (première diffusion)
- Canada : 1,86 million de téléspectateurs[43] (première diffusion + différé 7 jours)
- France : 1,72 million de téléspectateurs[41](première diffusion)

- Oliver Rice (le roi d'Arendelle)
- Pascale Hutton (la reine d'Arendelle)
- Nicole Muñoz (Lily)
- Ilias Webb (Kevin)
- Barclay Hope (le père de Lily)
- Kelly-Ruth Mercier (le manager)
- Anson Hibbert (le policier)
- Abby Ross (Emma jeune)

### Épisode 6:Le Secret de famille
- États-Unis /  Canada : 2 novembre 2014 sur ABC / CTV
- Suisse : 10 novembre 2015 sur RTS Deux
- Belgique : 19 décembre 2015 sur Be Séries
- France : 14 janvier 2016 sur M6
- Québec : 25 septembre 2017 sur AddikTV

- États-Unis : 7,54 millions de téléspectateurs[44] (première diffusion)
- Canada : 2,03 millions de téléspectateurs[45] (première diffusion + différé 7 jours)
- France : 1,55 million de téléspectateurs[41](première diffusion)

- Frances O'Connor (Colette)
- John Rhys-Davies (Pabbie, le roi des trolls)
- Jason Burkart (Petit Jean)
- Eric Keenleyside (Maurice)
- Darcey Johnson (Oaken)
- Garfield Wilson (le garde)

### Épisode 7:Le Pacte
- États-Unis /  Canada : 9 novembre 2014 sur ABC / CTV
- Suisse : 11 novembre 2015 sur RTS Deux
- Belgique : 26 décembre 2015 sur Be Séries
- France : 21 janvier 2016 sur M6
- Québec : 2 octobre 2017 sur AddikTV

- États-Unis : 7,42 millions de téléspectateurs[46] (première diffusion)
- Canada : 1,89 million de téléspectateurs[47] (première diffusion + différé 7 jours)
- France : 1,90 million de téléspectateurs[48] (première diffusion)

- Jessy Schram (Ashley / Cendrillon)
- Sarah Bolger (Aurore, la Belle au Bois Dormant)
- John Rhys-Davies (Pabbie, le roi des trolls)
- Brighton Sharbino (Ingrid jeune)
- Ava Marie Telek (Gerda jeune)
- Bailey Herbert (Helga jeune)
- Jonathan Runyon (le Duc de Weselton)
- Pascale Hutton (Gerda)
- Sally Pressman (Helga)
- Greg Webb (le roi)
- Ryan Booth (l'homme)

### Épisode 8 et 9:La Sœur parfaite
- États-Unis /  Canada : 16 novembre 2014 sur ABC / CTV
- Suisse : 12 novembre 2015 sur RTS Deux
- Belgique : 26 décembre 2015 et 2 janvier 2016 sur Be Séries
- France : 21 janvier 2016 sur M6
- Québec : 9 octobre 2017 et 16 octobre 2017 sur AddikTV

- États-Unis : 6,8 millions de téléspectateurs[52] (première diffusion)
- Canada : 1,86 million de téléspectateurs[53] (première diffusion + différé 7 jours)
- France : 1,7 million de téléspectateurs[48] (première partie) et  1,48 million de téléspectateurs[48] (deuxième partie)

- Timothy Webber (l'apprenti)
- Raf Rogers (le serviteur d'Arendelle)
- Lee Page (le garde no 1 d'Arendelle)
- Patrick Roccas (le garde no 2 d'Arendelle)

- Cet épisode est d'une durée spéciale de 90 minutes.
- Dans les pays francophones, il a été diffusé en deux parties[48].

### Épisode 10:L'Étoile filante
- États-Unis /  Canada : 30 novembre 2014 sur ABC / CTV
- Suisse : 13 novembre 2015 sur RTS Deux
- Belgique : 2 janvier 2016 sur Be Séries
- France : 28 janvier 2016 sur M6
- Québec : 23 octobre 2017 sur AddikTV

- États-Unis : 6,43 millions de téléspectateurs[54] (première diffusion)
- Canada : 1,77 million de téléspectateurs[55] (première diffusion + différé 7 jours)
- France : 1,76 million de téléspectateurs[56] (première diffusion)

- Charles Mesure (Barbe Noire)
- Tyler Jacob Moore (le prince Hans)
- Nils Hognestad (Franz)
- Marcus Rosner (Jurgen)

### Épisode 11:Ultime Sacrifice
- États-Unis /  Canada : 7 décembre 2014 sur ABC / CTV
- Suisse : 13 novembre 2015 sur RTS Deux
- Belgique : 9 janvier 2016 sur Be Séries
- France : 28 janvier 2016 sur M6
- Québec : 30 octobre 2017 sur AddikTV

- États-Unis : 6,2 millions de téléspectateurs[57] (première diffusion)
- Canada : 1,71 million de téléspectateurs[58] (première diffusion + différé 7 jours)
- France : 1,56 million de téléspectateurs[56] (première diffusion)

- Rebecca Wisocky (Madame Faustina)
- Ilias Webb (Kevin)
- Abby Ross (jeune Emma)

### Épisode 12:Le Point de non-retour
- États-Unis /  Canada : 14 décembre 2014 sur ABC / CTV
- Suisse : 16 novembre 2015 sur RTS Deux
- Belgique : 9 janvier 2016 sur Be Séries
- France : 28 janvier 2016 sur M6
- Québec : 6 novembre 2017 sur AddikTV

- États-Unis : 5,69 millions de téléspectateurs[59] (première diffusion)
- Canada : 1,63 million de téléspectateurs[60] (première diffusion + différé 7 jours)
- France : 1,47 million de téléspectateurs[56] (première diffusion)

- Raphael Alejandro (Roland)
- Kristin Bauer (Maléfique)
- Merrin Dungey (Ursula)
- Victoria Smurfit (Cruella d'Enfer)

- Cet épisode est le dernier à être diffusé avant la pause hivernale, aux États-Unis.

### Épisode spécial: titre français inconnu (Secrets of Storybrooke)
- États-Unis /  Canada : 1er mars 2015 sur ABC / CTV

- États-Unis : 4,45 millions de téléspectateurs[61] (première diffusion)

### Épisode 13:L'Alliance
- États-Unis /  Canada : 1er mars 2015 sur ABC[62] / CTV
- Suisse : 16 novembre 2015 sur RTS Deux
- Belgique : 16 janvier 2016 sur Be Séries
- France : 4 février 2016 sur M6
- Québec : 13 novembre 2017 sur AddikTV

- États-Unis : 6,66 millions de téléspectateurs[61] (première diffusion)
- Canada : 1,97 million de téléspectateurs[63] (première diffusion + différé 7 jours)
- France : 1,66 million de téléspectateurs[64] (première diffusion)

- Michael Querin (le caissier)
- Panou (un agent du FBI)

### Épisode 14:Secret maléfique
- États-Unis /  Canada : 8 mars 2015 sur ABC / CTV
- Suisse : 17 novembre 2015 sur RTS Deux
- Belgique : 16 janvier 2016 sur Be Séries
- France : 4 février 2016 sur M6
- Québec : 20 novembre 2017 sur AddikTV

- États-Unis : 6,72 millions de téléspectateurs[65] (première diffusion)
- Canada : 1,82 million de téléspectateurs[66] (première diffusion + différé 7 jours)
- France : 1,43 million de téléspectateurs[64] (première diffusion)

- Tony Amendola (Marco / Geppetto)
- Jakob Davis (Pinocchio)

### Épisode 15:Le Retour du dragon
- États-Unis : 15 mars 2015 sur ABC
- Canada :
  - 15 mars 2015 sur CTV Two
  - 21 mars 2015 sur CTV Saskatchewan, CTV Winnipeg, CTV Northern Ontario et CTV Montréal
- Suisse : 17 novembre 2015 sur RTS Deux
- Belgique : 23 janvier 2016 sur Be Séries
- France : 4 février 2016 sur M6
- Québec : 27 novembre 2017 sur AddikTV

- États-Unis : 5,88 millions de téléspectateurs[67] (première diffusion)
- France : 1,21 million de téléspectateurs[64] (première diffusion)

- Tony Amendola (Marco / Geppetto)
- Eion Bailey (August)
- Sarah Bolger (Aurore)
- Jakob Davies (Pinocchio)
- Sebastian Roché (le roi Stefan)
- Russell Roberts (le duc en visite)
- Noah Beggs (le barman)

### Épisode 16:La Voix de la liberté
- États-Unis /  Canada : 22 mars 2015 sur ABC / CTV
- Suisse : 18 novembre 2015 sur RTS Deux
- Belgique : 23 janvier 2016 sur Be Séries
- France : 4 février 2016 sur M6
- Québec : 4 décembre 2017 sur AddikTV

- États-Unis : 5,79 millions de téléspectateurs[68] (première diffusion)
- Canada : 1,97 million de téléspectateurs[69] (première diffusion + différé 7 jours)
- France : 939 000 téléspectateurs[64] (première diffusion)

- Eion Bailey (August / Pinocchio)
- Chris Gauthier (M. Mouche)
- Joanna García (Ariel)
- Ernie Hudson (Poseidon)
- Tiffany Boone (Ursula jeune)

Rumplestiltskin, Cruella, Maléfique, Ursula et Regina tentent de faire parler August afin qu'il leur dévoile ce qu'il sait sur l'Auteur. Pendant ce temps, Emma, Mary-Margaret, David et Crochet décident de partir à la recherche de Regina jusqu'à ce que celle-ci leur envoie un message, leur apprenant, entre autres, le retour de Gold. Seulement, Belle n'a plus la dague et se rend compte qu'elle s'est fait une fois de plus berner par le Ténébreux. Alors que Crochet passe un marché avec Ursula, Emma et ses parents se rendent à la cabane de Gold pour secourir August.
Flashback
- Le titre original est le nom de la chanson que chante Ursula dans le film La Petite Sirène de Disney sorti en 1989 ; elle est connue en France sous le nom de Pauvres âmes en perdition et au Québec sous le nom de Pauvres petites âmes en peine.

### Épisode 17:La Licorne
- États-Unis /  Canada : 29 mars 2015 sur ABC / CTV
- Suisse : 19 novembre 2015 sur RTS Deux
- Belgique : 30 janvier 2016 sur Be Séries
- France : 11 février 2016 sur M6
- Québec : 11 décembre 2017 sur AddikTV

- États-Unis : 5,48 millions de téléspectateurs[70] (première diffusion)
- Canada : 1,54 million de téléspectateurs[71] (première diffusion + différé 7 jours)
- France : 1,74 million de téléspectateurs[72](première diffusion)

- Abby Ross (Emma, jeune)
- Eion Bailey (August / Pinocchio)
- Timothy Webber (l'Apprenti)

Après la révélation d'August concernant l'Auteur, Regina, Henry et Emma tentent de comprendre comment faire pour libérer celui-ci. Crochet annonce à Emma, Mary-Margaret et David le plan diabolique du Ténébreux qu'il tient d'Ursula avant son départ. Cette annonce ressasse de mauvais souvenirs pour les parents d'Emma. De leurs côtés, Rumplestiltskin, Cruella et Maléfique demandent à Regina de s'emparer à tout prix de la page dans laquelle l'Auteur est emprisonné. En secret, Maléfique est bien décidée à savoir ce qui est arrivé à son enfant et assouvir sa vengeance. L'étau se resserre sur l'énigme de l'identité de l'auteur du livre des contes.
Flashback
- Bien que crédité, Michael Socha n’apparaît pas dans cet épisode.

### Épisode 18:Un cœur en or
- États-Unis /  Canada : 12 avril 2015 sur ABC / CTV
- Suisse : 19 novembre 2015 sur RTS Deux
- Belgique : 30 janvier 2016 sur Be Séries
- France : 11 février 2016 sur M6
- Québec : 18 décembre 2017 sur AddikTV

- États-Unis : 5,17 millions de téléspectateurs[73] (première diffusion)
- Canada : 1,57 million de téléspectateurs[74] (première diffusion + différé 7 jours)
- France : 1,52 million de téléspectateurs[72](première diffusion)

- Jason Burkart (Petit Jean)
- Wil Traval (le shérif de Nottingham)

Emma est à la recherche de l'Auteur avec ses parents et son fils tandis que Regina va devoir passer un marché avec Gold et choisir entre son amour pour Robin et son amitié pour Emma.
9 semaines plus tôt
Robin, Marianne et Roland débarquent à New York et tentent de trouver l'appartement de Baelfire conseillé par Regina. Ils s'y installent et comptent commencer leur nouvelle vie jusqu'à ce que Gold débarque et chamboule tout. Au cours de sa tentative de récupérer la potion du cœur brisé, Gold va faire une terrible découverte : une ancienne ennemie est de retour.
Flashback
- Le Magicien d'Oz
- Robin des Bois

- Bien que créditées, Émilie de Ravin, Victoria Smurfit et Kristin Bauer n'apparaissent pas dans cet épisode.

### Épisode 19:La Veuve noire
- États-Unis /  Canada : 19 avril 2015 sur ABC / CTV
- Suisse : 20 novembre 2015 sur RTS Deux
- Belgique : 6 février 2016 sur Be Séries
- France : 11 février 2016 sur M6
- Québec : 8 janvier 2018 sur AddikTV

- États-Unis : 5,12 millions de téléspectateurs[75] (première diffusion)
- Canada : 1,44 million de téléspectateurs[76] (première diffusion + différé 7 jours)
- France : 1,22 million de téléspectateurs[72](première diffusion)

- Anna Galvin (Madeline)
- Milli Wilkinson (Cruella jeune)
- Morgan Tanner (Danseur #1)
- Scott Augustine (Danseur #2)
- Tony Giroux (Danseur #3)
- Michelle Dawley (Danseuse #4)
- Kelly Konno (Danseuse #5)
- Julia Harnett (Danseuse #6)
- Jolene Bothwell (Danseuse #7)

À Storybrooke, Regina décide de partir à New York afin d'aider Robin après avoir appris que Marianne est en réalité Zelena. De son côté, Emma semble de plus en plus sombrer dans le doute et l'incertitude concernant ses parents et leurs dires. C'était sans compter sur Cruella et son plan pour obtenir sa fin heureuse. Emma et Regina sont face à un dilemme impliquant Henry.
Flashback
- Lors des flashbacks sur le passé de Cruella, la musique présente est celle de la chanson Cruella De Ville issue du film d'animation Les 101 Dalmatiens.
- L'épisode fait la plus basse audience depuis la création de la série.
- Bien que crédité, Michael Socha n'apparaît pas dans cet épisode.

### Épisode 20:Lily
- États-Unis /  Canada : 26 avril 2015 sur ABC / CTV
- Suisse : 20 novembre 2015 sur RTS Deux
- Belgique : 6 février 2016 sur Be Séries
- France : 11 février 2016 sur M6
- Québec : 15 janvier 2018 sur AddikTV

- États-Unis : 5,21 millions de téléspectateurs[77] (première diffusion)
- Canada : 1,74 million de téléspectateurs[78] (première diffusion + différé 7 jours)
- France : 902 000 téléspectateurs[72](première diffusion)

- Abby Ross (Emma, jeune)
- Nicole Muñoz (Lily, jeune)
- Agnes Bruckner (Lilith « Lily » Page)
- Sidney Shapiro (Max)
- Parker Magnuson (Zach)
- Cameron Bancroft (Bill)
- Kendall Cross (Katie)
- Phil Granger (le propriétaire)
- Zoey Siewert (la fillette brune)

Maintenant que Maléfique a compris qu'elle était autant en danger que Cruella, elle préfère se ranger du côté de Regina et d'Emma, à qui elle va demander de retrouver sa fille. Emma fait vite le lien avec Lily, la fille qu'elle a connu quand elle était adolescente fugueuse. Elle part donc la chercher avec Regina, qui souhaite aller à New York pour sauver Robin de Zelena. Comme dans sa jeunesse, Emma va retrouver Lily par accident, dans un diner perdu, où elle affirme avoir tourné la page. Mais Emma ne la croit pas et veut en savoir plus. Elle va ainsi découvrir que Lily connait toute la vérité et recherche Storybrooke. Emma se lance encore dans une course-poursuite avec Lily et manque de la tuer, avant d'être raisonnée par Regina. Les trois femmes, calmées, partent pour New York récupérer Robin mais malgré la vérité, Robin décide de rester, car Zelena est enceinte de lui.
Entretemps, à Storybrooke, Gold oblige Will à cambrioler le bureau de la mairie, gardé par Maléfique, pour récupérer le cœur de Belle. Il rend ensuite son cœur à Belle et lui laisse une chance de vivre sa relation avec Will, car il sait qu'il n'est plus digne d'elle.
Flashback

### Épisode 21:Des héros et des méchants
- États-Unis /  Canada : 3 mai 2015 sur ABC / CTV
- Suisse : 23 novembre 2015 sur RTS Deux
- Belgique : 13 février 2016 sur Be Séries
- France : 18 février 2016 sur M6
- Québec : 22 janvier 2018 sur AddikTV

- États-Unis : 5,31 millions de téléspectateurs[79] (première diffusion)
- Canada : 1,49 million de téléspectateurs[80] (première diffusion + différé 7 jours)
- France : 1,7 million de téléspectateurs[81](première diffusion)

- Barbara Hershey (Cora)
- Tony Perez (le Valet)
- Wil Traval (le shérif de Nottingham)
- Ingrid Torrance (l'infirmière Ratched)
- Agnes Bruckner (Lily)
- John Innes (le vieil homme)
- Jeremy Patrick Schuetze (le jeune homme)
- Chad Cosgrove (le conducteur du carrosse)
- Joe Dodds (Cavalier #1)
- Jim Finkbeiner (Cavalier #2)

La grossesse de Zelena complique les choses pour Regina, qui décide de ramener sa sœur à Storybrooke et de l'enfermer en attendant de trouver une solution. Maléfique retrouve ainsi sa fille Lily, mais alors que la jeune femme veut sa revanche, Maléfique est ravie d'avoir retrouvé son enfant et elle a abandonné toute volonté de se venger. Lily refuse d'accepter ce revirement et essaie de quitter la ville. Regina profite de ce que la jeune femme est seule pour prendre de son sang, qui contient la noirceur destinée à Emma, nécessaire pour enchanter l'encre de l'Auteur. Mais la blessure réveille le dragon en Lily, qui devient incontrôlable. Maléfique, Blanche et David la retrouvent et en essayant de la maîtriser, Blanche est blessée. Emma arrive, guérit sa mère et finit par lui pardonner.
De leur côté, Maléfique et Lily, redevenue humaine, s'expliquent sur leurs déceptions et décident d'aller de l'avant ensemble. Regina trouve la vengeance idéale pour Zelena en demandant à l'Auteur de l'effacer de l'Histoire, mais quand Zelena compare Regina à leur mère Cora, Regina finit par renoncer, retrouver Robin et abandonner Zelena à son sort. L'auteur refuse cet état de fait et fuit vers Rumplestiltskin, mal en point à cause de son cœur et commence à écrire pour lui une histoire où les méchants auraient leur fin heureuse.
Flashback
- Bien que crédités, Émilie de Ravin et Michael Socha n'apparaissent pas dans cet épisode.

### Épisode 22:Opération Mangouste
- États-Unis /  Canada : 10 mai 2015 sur ABC / CTV
- Suisse : 23 novembre 2015 sur RTS Deux
- Belgique : 13 février 2016 sur Be Séries
- France : 18 février 2016 sur M6
- Québec : 29 janvier 2018 sur AddikTV

- États-Unis : 5,51 millions de téléspectateurs[83] (première diffusion)
- Canada : 1,4 million de téléspectateurs[84] (première diffusion + différé 7 jours)
- France : 1,51 million de téléspectateurs[81](première diffusion)

- Eion Bailey (August / Pinocchio)

Isaac a écrit une toute nouvelle version des contes intitulée Des Héros et des Méchants. Tous les personnages se retrouvent donc dans la Forêt Enchantée. Seulement, Isaac y a inversé les rôles : Rumplestiltskin est devenu un chevalier lumineux, Blanche-Neige est devenue la méchante reine, qui contrôle le cœur de David (son frère jumeau James étant mort) ainsi que les sept nains, tandis que Regina se retrouve dans le rôle de Blanche-Neige, une rebelle recherchée par la Reine. Seul Henry, qui n'est pas un personnage des contes, se retrouve seul à Storybrooke.
Il retrouve la trace d'Isaac, devenu un auteur à succès. Henry décide de rentrer dans le livre afin de changer l'histoire. Il essaie de retrouver sa famille et croise la route de Rumplestilskin, qui lui sauve la vie, puis retrouve Regina et tente de la convaincre de ce qu'il sait. Lorsqu'il lui explique que Robin des Bois est son âme sœur, on apprend que ce dernier est un voleur avec qui elle est en concurrence, mais en plus qu'il est fiancé à Zelena.
Lorsqu'Henry lui parle d'Emma, il apprend qu'Isaac n'a pas pu la faire disparaître de l'histoire et qu'elle est enchaînée et enfermée en haut d'une tour en plein océan depuis des années.
Flashback
- Bien que crédités, Kristin Bauer van Straten et Michael Socha n'apparaissent pas dans cet épisode.

### Épisode 23:Du côté obscur
- États-Unis /  Canada : 10 mai 2015 sur ABC / CTV
- Suisse : 24 novembre 2015 sur RTS Deux
- Belgique : 13 février 2016 sur Be Séries
- France : 18 février 2016 sur M6
- Québec : 5 février 2018 sur AddikTV

- États-Unis : 5,51 millions de téléspectateurs[83] (première diffusion)
- Canada : 1,4 million de téléspectateurs[84] (première diffusion + différé 7 jours)
- France : 1,59 million de téléspectateurs[81](première diffusion)

- Agnes Bruckner (Lily)
- Jason Burkart (Petit Jean)
- Charles Mesure (Barbe Noire)

Toujours dans le monde parallèle, Isaac convainc Rumplestilkin de tuer Henry, qui risque de compromettre son bonheur. Henry retrouve le Jolly Roger, mais son capitaine est Barbe Noire. Ils parviennent toutefois à le neutraliser et à libérer Emma, qui a gardé ses souvenirs intacts.
Alors qu'Henry, Emma et Crochet s'enfuient de la tour et rejoignent le continent, Lily, le garde de la tour, prévient Blanche-Neige. Crochet se sacrifie pour qu'Henry et Emma mènent à bien leur mission. Ils retrouvent la trace de Regina et Emma la convainc d'avouer son amour pour Robin. Ils se rendent donc au mariage afin d'annuler les méfaits d'Isaac.
C'est sans compter sur Rumplestilskin qui se met sur le chemin d'Emma avec qui il entame un combat pendant que Regina se rend dans l'église. Seulement, Emma finit désarmée et Rumplestiltskin est sur le point de tuer Henry mais Regina s'interpose. Il est trop tard, les cloches sonnent et les plans d'Isaac ne peuvent être contrés, d'autant plus qu'il n'est plus l'Auteur, ayant enfreint l'une des règles d'or de ce métier : "Ne jamais écrire sa propre fin heureuse". Robin se rend auprès de Regina, Emma est stupéfaite et Zelena se plaint des taches de sang sur sa robe lorsque Henry se saisit de la plume et se rend compte qu'il est le nouvel Auteur. Il utilise alors ce pouvoir pour annuler l'histoire d'Isaac et revenir à Storybrooke, où il brise la plume.
- Bien que créditée, Kristin Bauer n’apparaît pas dans cet épisode.